# Bahnstrecke Chassan–Rajin
| Chassan–Rajin  | Chassan–Rajin            |
| -------------- | ------------------------ |
| Streckenlänge: | 54 km                    |
| Spurweite:     | 1520 mm (Russische Spur) |
|                |                          |

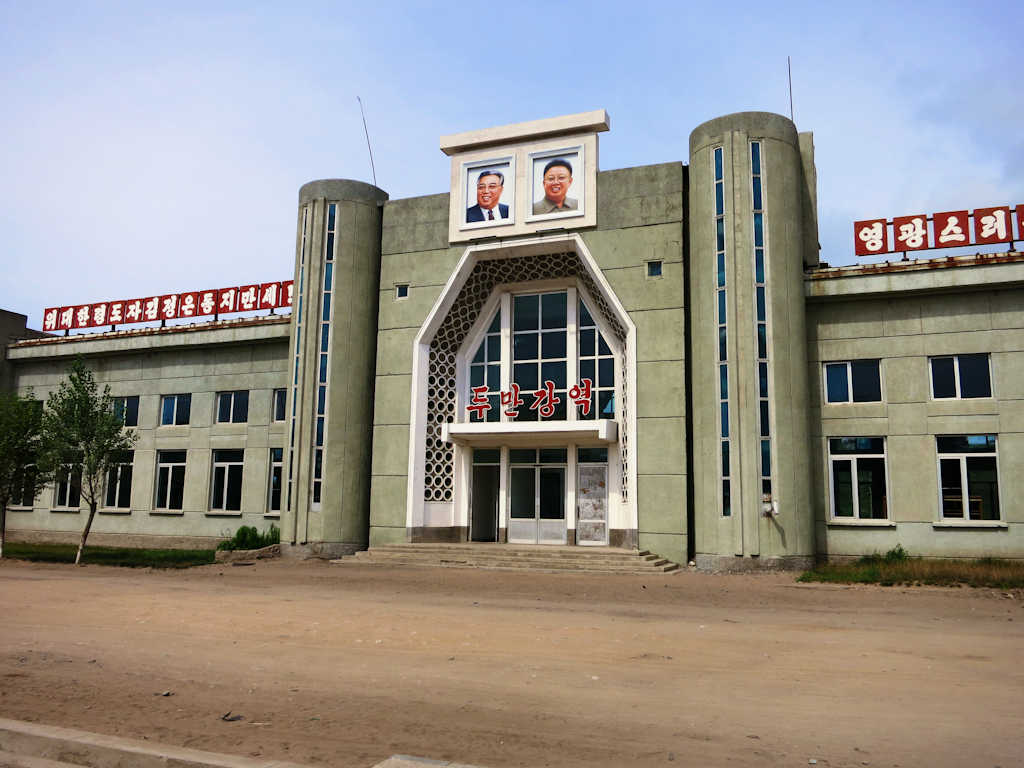
Der nordkoreanische Grenzbahnhof Tumangang

Die Bahnstrecke Chassan–Rajin ist die einzige grenzüberschreitende Bahnstrecke zwischen Russland und Nordkorea. Der in Nordkorea liegende Streckenabschnitt ist 54 km lang.

## Lage im Verkehrsnetz
Die Bahnstrecke ist eine Fortsetzung der Bahnstrecke Baranowski–Chassan, deren nördliches Ende in die Transsibirische Eisenbahn mündet. Die Strecke führt von dem unmittelbar am Grenzfluss Tumen gelegenen Chassan in den nordkoreanischen Grenzbahnhof Tumangang und von dort weiter in den immer eisfreien Hafen von Rajin.

## Geschichte

### Historische Strecke
Die Strecke Unggi (Sǒnbong)–Hongǔi wurde am 16. November 1929 zusammen mit der Strecke Hongǔi—Shinasan eröffnet. Zunächst überquerte sie den Grenzfluss Tumen auf einer Holzbrücke, die 1959 durch eine Stahlbrücke, die Brücke der koreanisch-russischen Freundschaft, ersetzt wurde. 1988 wurden 4,8 Mio. Tonnen Güter auf der Strecke über den Grenzübergang befördert. Der Warenverkehr brach nach der Auflösung der Sowjetunion drastisch ein und betrug 2002 weniger als 100.000 Tonnen. Durch den Bedeutungsverlust der Verbindung wurde der Unterhalt der Strecke vernachlässigt. Hinzu traten finanzielle Streitigkeiten zwischen den beiden Bahnverwaltungen.
Die Strecke führte von dem unmittelbar am Tumen gelegenen Chassan in russischer Breitspur in das nordkoreanische Tumangan. Dort wechselte bis Ende 2011 die Spurweite auf Normalspur. Wegen des Spurwechsels wurden Waren im Bahnhof Tumangang umgeladen, Eisenbahnwagen können aber auch umgespurt werden. Das gilt insbesondere für die alle zwei Wochen über die Strecke verkehrende durchgehende Schlafwagenverbindung Moskau – Pjöngjang, die mit einem nordkoreanischen Schlafwagen gefahren wird und mit 10.267 km eine der längsten umsteigefreien Bahnreisen der Welt ermöglicht.

### Strecke der Rasonkontrans
Die Russische Eisenbahn (RŽD) und die Nordkoreanische Bahn vereinbarten 2008 den Ausbau der Strecke in Nordkorea sowie des Hafens in Rajin, der zudem in einer Sonderwirtschaftszone liegt. Die Bauarbeiten hierzu begannen im Oktober 2008. Mit dem Projekt sollte die vorhandene, aber marode Strecke für den Warenaustausch zwischen Ostasien und Europa ertüchtigt und die Strecke, die bis jetzt fast ausschließlich regionale Bedeutung hatte, zu einer internationalen Transitstrecke werden. Dies geschah in der Form, dass ein gemeinsames Unternehmen „Rasonkontrans“ gegründet wurde, an das Nordkorea die Strecke Tumangang – Rajin für 49 Jahre verpachtet hat.
Die an der Strecke durchgeführten Sanierungsarbeiten schlossen auch ein zweites Gleis in russischer Spurweite ein, das es nun ermöglicht, Güterzüge ohne Umspuren oder Umladen bis zum Hafen von Rajin durchfahren zu lassen. Der Eröffnungszug von Rajin nach Chassan, gezogen von der TEM2 1422 der RŽD befuhr die Strecke am 13. Oktober 2011. Am 22. September 2013 wurde die Fertigstellung der erneuerten Strecke gefeiert. Das Projekt umfasste die Erneuerung von 18 Brücken, 12 Durchlässen und drei Tunneln.
Sowohl russische Breitspur- als auch koreanische Normalspur-Züge können den Hafen Rajin erreichen, dazu haben die Gleise vier Schienen.
Zugleich wurde der im Gegensatz zu Wladiwostok immer eisfreie Hafen von Rajin ausgebaut, so dass dort ab 2013 jährlich 200.000 TEU-Container-Äquivalente und 5 Mio. Tonnen Kohle umgeschlagen werden können. Von Rajin aus fahren Schiffe in die asiatische Pazifikregion und sogar zum Hafen von Busan, dessen Containerhafen hinsichtlich seines Umschlags seit 2003 konstant an fünfter Stelle weltweit steht, dem wichtigsten Logistikzentrum internationalen Handels mit Südkorea.

## Zukunft
Die RŽD verfolgt das Fernziel einer durch Nordkorea führenden Bahnstrecke von Südkorea, um eine durchgehende Schienenverbindung nach Europa zu ermöglichen. Das soll über ein internationales Konsortium finanziert werden. Allerdings steht dem der Isolationismus Nordkoreas entgegen: Die seit Mai 2007 wieder bestehende Bahnverbindung zwischen Nord- und Südkorea, die vor allem die Industriezone Kaesŏng in Nordkorea an die westliche Infrastruktur anschließen sollte, ist derzeit ohne Verkehr.